# Manoir de Gentzrode
Le manoir de Gentzrode est un petit château brandebourgeois situé dans la municipalité de Neuruppin, hors des limites de la ville. Il a été construit en 1876-1877 en style mauresque pour Alexander Gentz (de). Il est aujourd'hui abandonné.

## Histoire

### 1840-1881

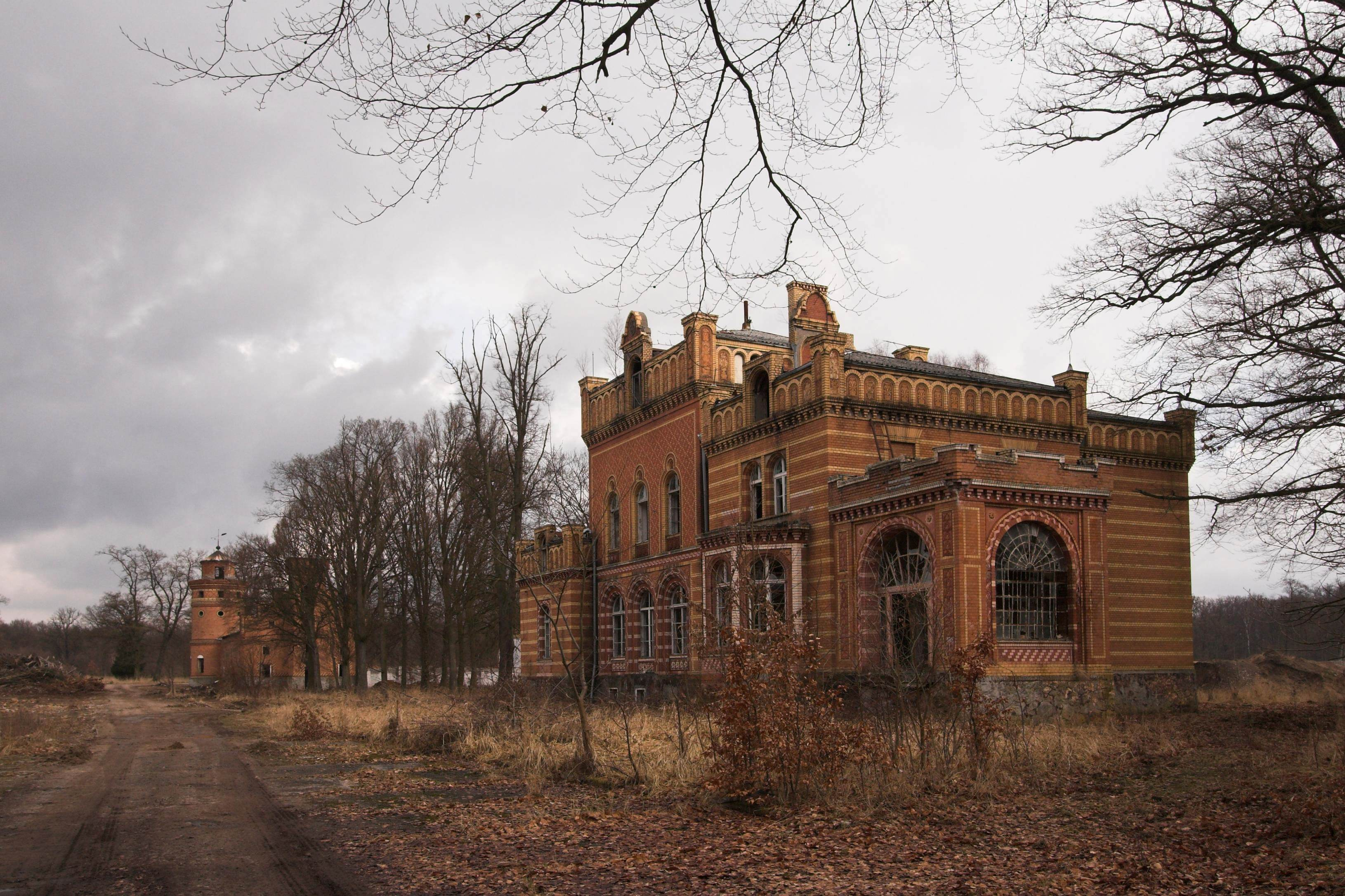
Le manoir avec les communs et la grange à grains au fond.

C'est en 1840 que le domaine agricole de Gentzrode a été fondé. Johann Christian Gentz (de), industriel du tissu et négociant fortuné, l'agrandit en faisant l'acquisition des collines de Kahlen au nord de la ville de Neuruppin. Il y fait construire le bâtiments de l'exploitation agricole avec son fils Ludwig Alexander Gentz (de), dont une imposante grange à grains avec des communs, bâtie en 1861 par Carl von Diebitsch (de). Une quinzaine d'années plus tard, Alexander Gentz reconstruit le manoir en style mauresque avec un mausolée familial dans le parc romantique dessiné par Gustav Meyer. Les plans du manoir sont l'œuvre des architectes Martin Gropius et Heino Schmieden qui affectionnaient le style historiciste.
La compagnie Johann Christian Gentz fait faillite en 1880.

### 1881-1934
Le manoir est vendu en 1881 à MM. Albert Ebell et Troll pour un cinquième du coût de la construction, puis les terres et le manoir quelques mois plus tard en juillet 1882 sont vendus à un fabricant de machines de Halle, A. Wernicke, qui a l'intention de cultiver de la betterave sucrière, mais la mauvaise qualité de la terre le fait vendre le domaine cinq ans plus tard. Le nouveau propriétaire Paul Hoepffner le vend en 1888 à l'ancien consul de Brême en Argentine F. W. Nordenholz.

### 1934-aujourd'hui
La Wehrmacht achète Gentzrode en 1934. Le manoir est utilisé comme dépôt de munitions et les terres comme terrains de tir. L'armée soviétique lui succède en 1945 et y reste jusqu'en 1992. Elle installe un cinéma et deux immeubles de béton, deux casernes, une rotonde ferroviaire, une crèche, un bania, et toute sorte de commodités pour une agglomération militaire de cinq mille personnes.
Lorsque l'armée soviétique quitte les anciens territoires de la république démocratique allemande en 1992, Gentzrode tombe à l'abandon. Toutefois un entrepreneur de Werder, Hans-Werner Angendohr, achète le manoir et 500 hectares autour, avec l'intention d'ouvrir un hôtel, en partenariat avec le prince Gert Friedrich de Prusse. Le manoir devait se trouver au milieu d'un camp de vacances. Cependant la situation ne progresse pas et les bâtiments tombent en ruines.

## Galerie

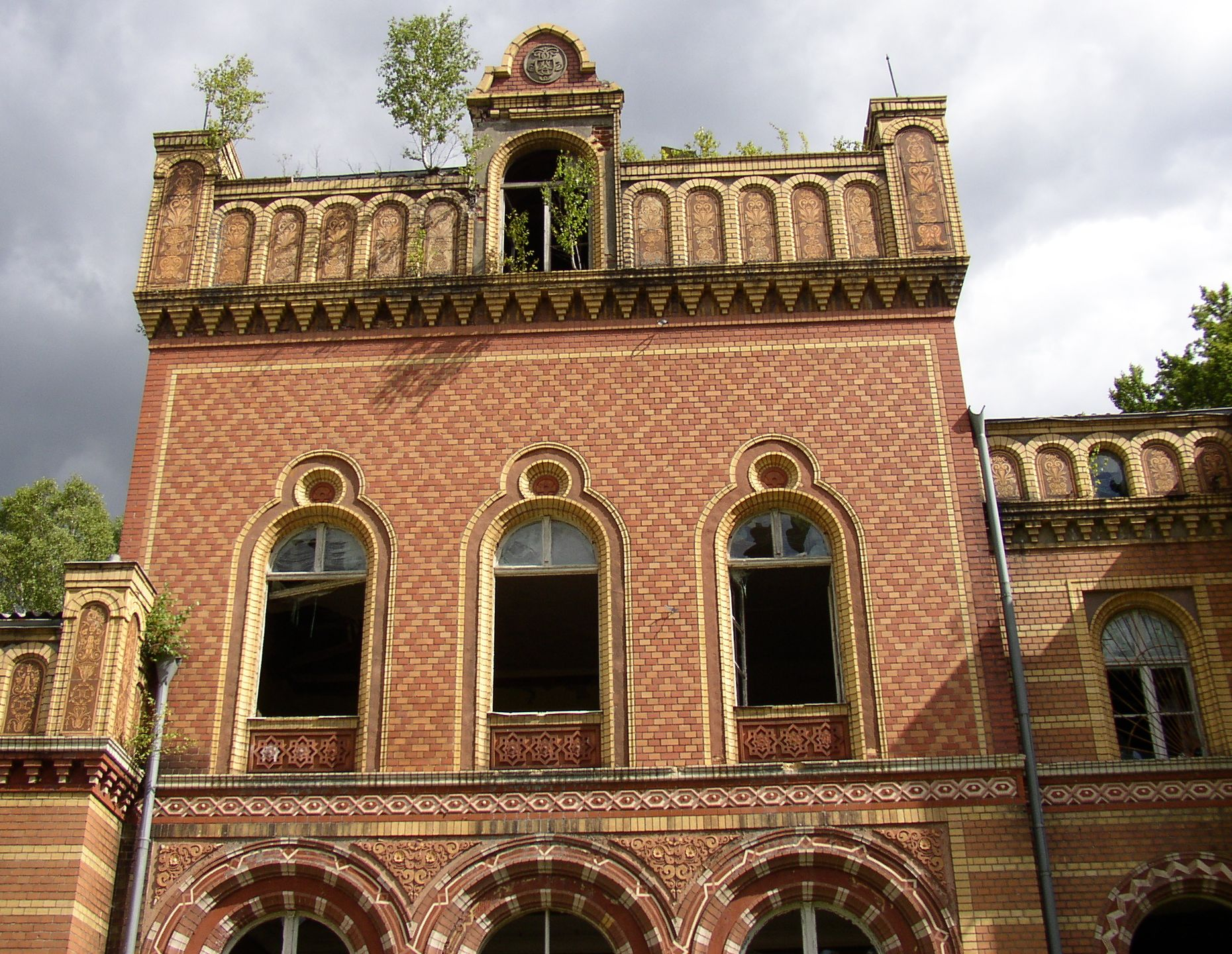
Détail de la tour au milieu de la façade
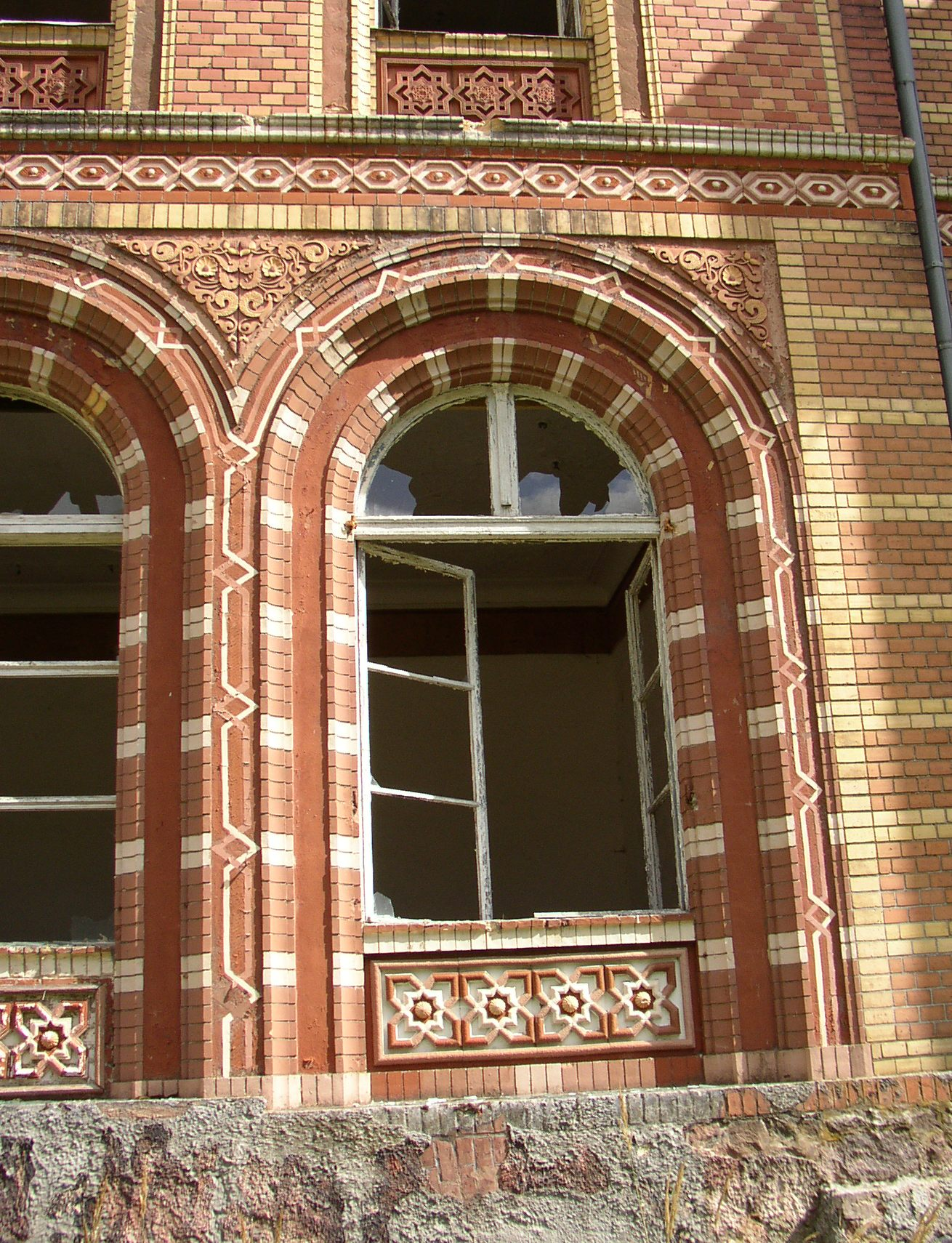
Détail d'une fenêtre
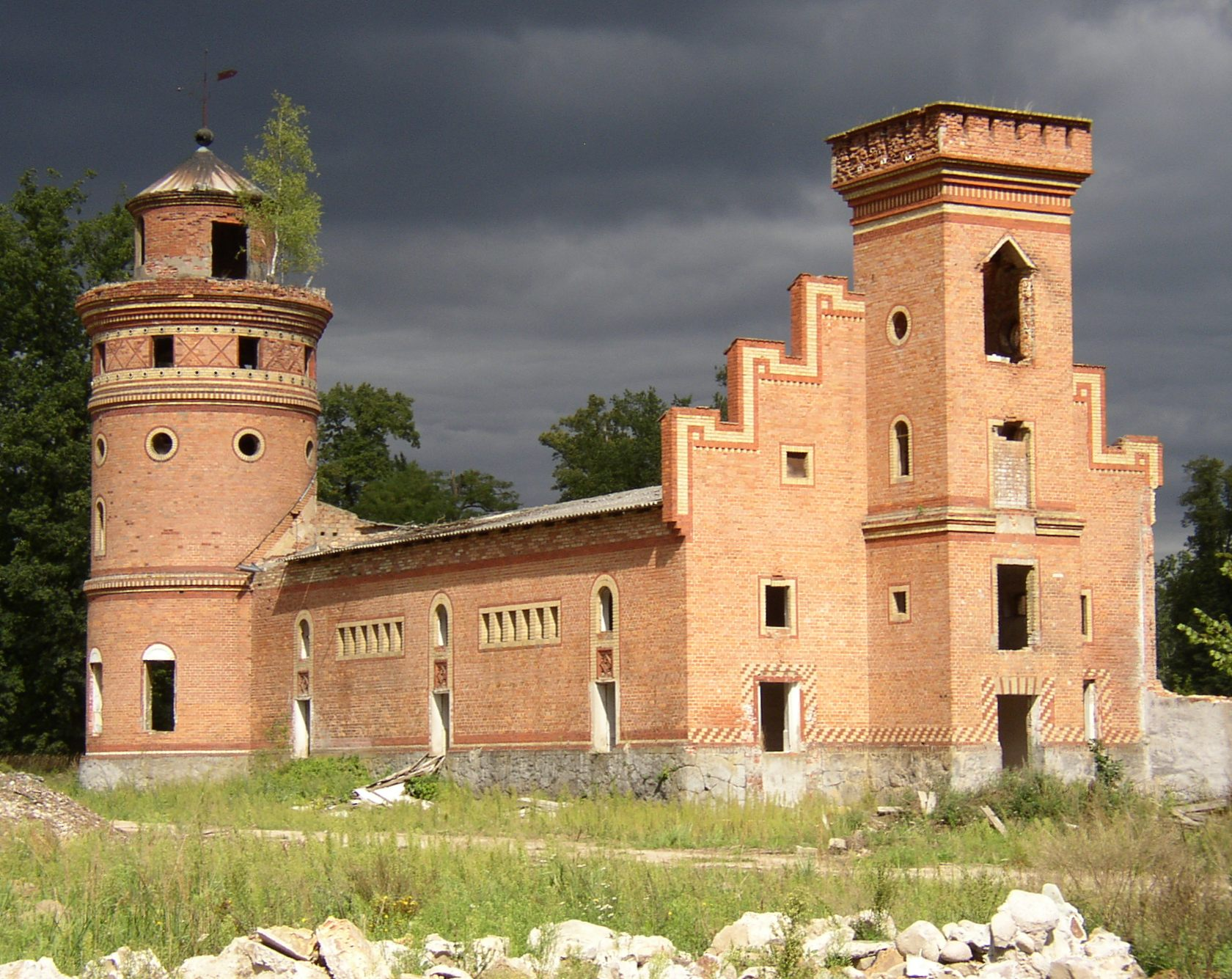
Vue de la grange à grains (1861)
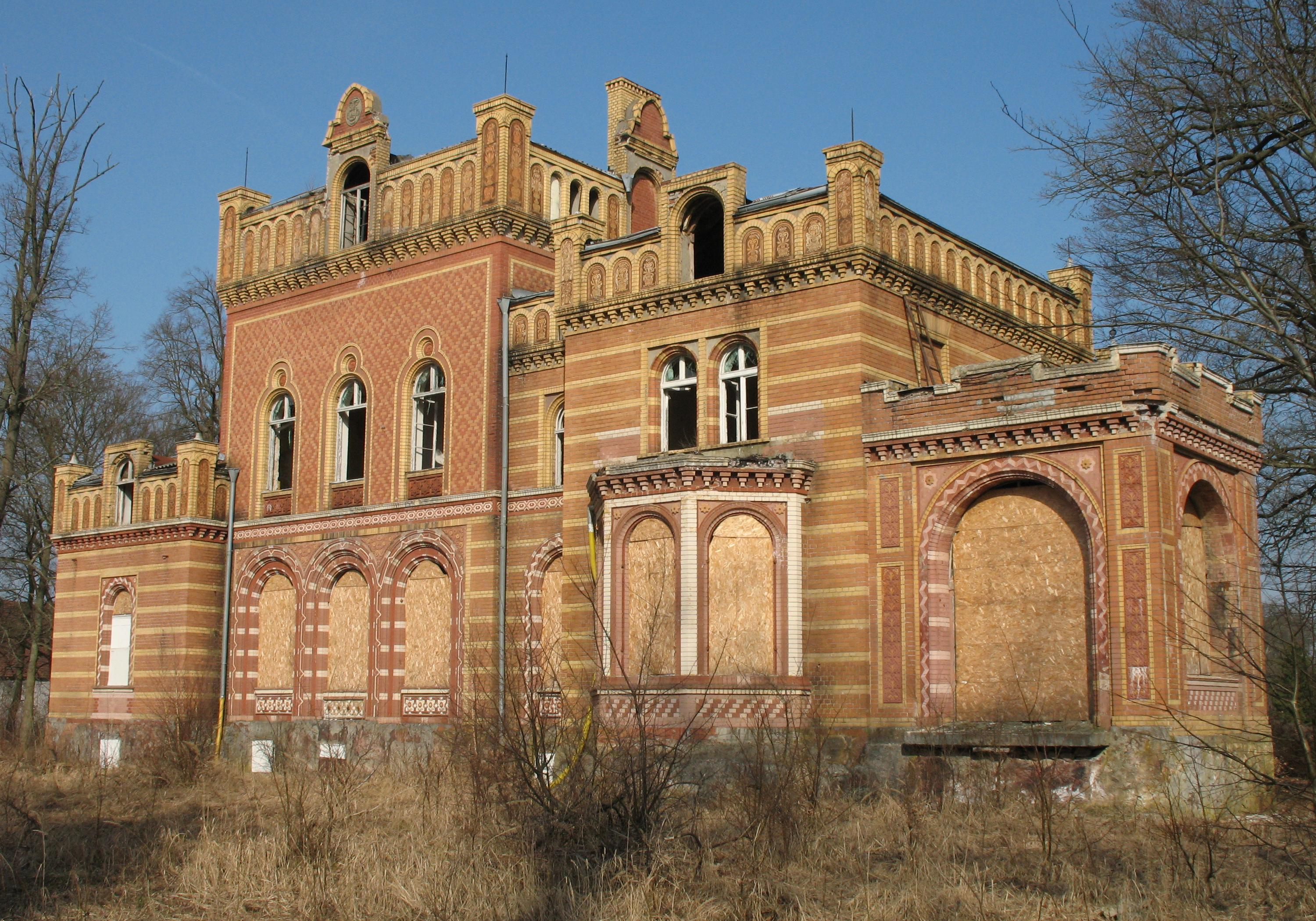
Le manoir (2010)